# Mexeriqueira
Mexeriqueira ou borrelho-alvinegro (Hoploxypterus cayanus) é uma ave limícola da família dos caradriídeos, natural das regiões tropicais da América do Sul. Chega a medir até 22 cm de comprimento, é possuidora de plumagem colorida de negro, branco e pardo, bico negro, esporão das asas, pálpebras e pernas vermelhas. Também conhecida pelo nome de batuíra-de-esporão.